# Березово (Юр'янський район)
Бере́зово (рос. Берёзово) — село у складі Юр'янського району Кіровської області, Росія. Входить до складу Івановського сільського поселення.
Населення становить 22 особи (2010, 116 у 2002).
Національний склад станом на 2002 рік — росіяни 98 %.